# クーダルール (テーニ県)
クーダルール（கூடலூர்；Gudalur）は、インド南部のタミル・ナードゥ州テーニ県にある都市。クーダルール市が設置されている。
州内のニーラギリ県にもクーダルールという同名の都市がある。

## 地理
北緯：9° 40' 60　／　東経：77° 16' 0
| 県外 - チェンナイまで 558km - ティルッチラーッパッリまで 239km - マドゥライまで 111km - コーヤンブットゥールまで 216km - カンニヤークマリまで 353km | 県内 - テーニまで 42km - カンバムまで 7km |

## 政治
クーダルール選挙区では、2001年の州議会議員選挙ではAIADMKのA・ミッラーが当選したが、2006年の州議会議員選挙ではA・ミッラーを抑えてDMKのK・ラーマチャンドランが当選した。